# Mexidrilus obtusus
Mexidrilus obtusus är en ringmaskart som beskrevs av Erséus 1992. Mexidrilus obtusus ingår i släktet Mexidrilus och familjen glattmaskar. Inga underarter finns listade i Catalogue of Life.